# Пегий выростогуб
Пегий выростогуб (лат. Niumbaha superba) — вид рукокрылых семейства Гладконосые летучие мыши (Vespertilionidae).
Впервые обнаружен в 1939 году в Демократической Республике Конго. В то время, вид был помещён в род Glauconycteris под названием Glauconycteris superba. После проведённого исследования вид был выделен в отдельный род, получивший название Niumbaha, что на языке занде означает «редкий».
Вид распространён в Демократической Республике Конго, Кот-д'Ивуаре, Гане и Южном Судане. Его естественная среда обитания субтропические или тропические сухие леса и субтропические или тропические влажные низменные леса. Находится под угрозой потери мест обитания из-за вырубки лесов.